# Land van Hoogstraten
De heerlijkheid Hoogstraten was een heerlijkheid die bestond uit de dorpen Hoogstraten, Wortel, Minderhout, Meer, Meerle en Meersel. Kenmerkend voor het land van Hoogstraten was dat het rondom de rivier de Mark werd opgebouwd. De aanduiding ‘land van’ kwam meer voor in het Brabants hertogdom. Het betekende dat verschillende aaneengesloten lenen onder een en dezelfde heer stonden. 

## Geschiedenis
Tot ± 1100 was de omgeving van Hoogstraten een dunbevolkt gebied, bedekt met heide en moerassen. Het gebied lag op de grens tussen het markgraafschap Antwerpen en de baronie van Breda. Het blijft onduidelijk welke nederzetting het oudste is, maar mogelijk was dit Wortel met het leengoed Gelmelslot. Grote delen van het gebied werden geschonken aan de Kerk, namelijk de kapittels van Thorn, Sint-Michiels en Onze-Lieve-Vrouwe. Deze begonnen, in de loop van de 12e eeuw, met nieuwe ontginningen. De nederzetting Hoogstraten werd gesticht aan de "hoge straat" Leuven–Aarschot–Breda. Verder ontstonden gehuchten zoals Minderhout, Meer, Meer-Loo en Meer-Zele.
Na 1200 kwamen de diverse leengoederen rond Hoogstraten onder invloed van de hertog van Brabant, die zowel markgraaf van Antwerpen als baron van Breda was. In 1210 stelde de hertog de "vrijheid Hoogstraten" in. Dit was een stad van tweede rang die een aantal privileges kreeg, zoals het alleenrecht op een marktplaats. Het hertogdom Brabant bestond uit autonome gebieden en door de strategische stichting van vrijheden, die rechtstreeks met de hertog verbonden waren, versterkte deze zijn centrale machtspositie.

## Historische opbouw
In 1286 werden Hoogstraten en Wortel als afzonderlijke lenen benoemd. Vorsel hoorde er ook bij, maar werd pas later als afzonderlijk leen benoemd. De dochter van vrouwe Johanna was Sophia van Gemmenich. Zij trouwde in 1295 met Willem van Cuijk. Het is hun zoon Jan III van Cuijk die Hoogstraten een lange tijd zal besturen, van 1303 tot 1357. Vanaf zijn bewindsperiode ging men spreken van het Land van Hoogstraten omdat er bij de verkoop van Breda enkele lenen zijn kant op kwamen, namelijk Meer, Meerle en Minderhout. In 1350 verkocht Jan III van Brabant de heerlijkheid Breda voor 43.000 florijnen aan Jan II van Polanen en werd het gebied een vrije en hoge heerlijkheid.  Men spreekt dan van de baronie Breda. We zien dan ook een verschuiving van de gebieden Meer, Meerle en Minderhout van het land van Breda naar het land van Hoogstraten. Minderhout werd een onderleen van Hoogstraten met Wenemar van Cuijk, de broer van Jan III van Cuijk, als heer. Deze verschuiving tekent zich sterk af in de vorm van de grenslijn tussen België en Nederland. 

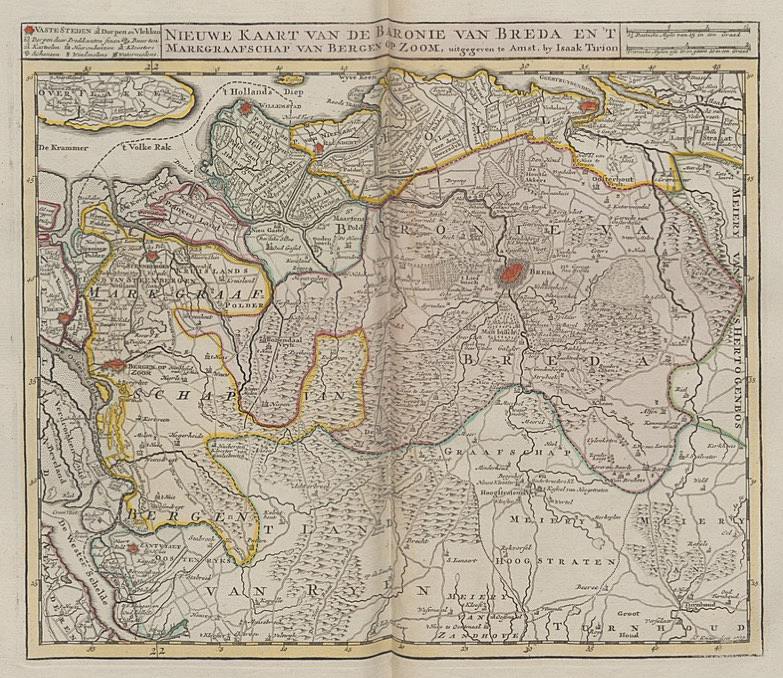
Op de kaart uit 1754 staat Hoogstraten nog als graafschap, maar aan het Oostenrijks hof was het hertogdom Hoogstraten in 1740 bekrachtigd. Mogelijk was dit in de noordelijke Nederlanden niet opgemerkt. De hap uit het Bredase gebied naar het Belgische Hoogstraten is nog steeds in de huidige grenslijn afgetekend.

Vanaf 1429 was Hoogstraten een bezit van diverse hoge edelen. In 1518, onder de heerschappij van Antoon I van Lalaing, werd de heerlijkheid verheven tot een graafschap. Antoon I gaf ook opdracht tot de bouw van een nieuw stadhuis en van de Katharinakerk.

## Drie machten in het land van Hoogstraten
Het hertogdom Brabant kende een systeem van drie machten: de geestelijken, de adel en de steden. Elke macht kende hiërarchische structuren en dit was allemaal verweven met elkaar. 

### Geestelijke macht
De grens van Hoogstraten met Minderhout was ook de grens tussen het bisdom Kamerijk en het bisdom Luik. In 1234 ging het patronaatsrecht van de kerk van Minderhout over van Rutger van Hout naar de Sint-Michielsabdij van Antwerpen. In 1286 ging het patronaatsrecht van de kerk van Hoogstraten van Joanna van Elsloo naar het Onze-Lieve-Vrouw kapittel van Antwerpen. Een deel van de huidige beiaard van Hoogstraten is nog in bruikleen van dit kapittel wat de band tussen beide nog aangeeft. De Sint-Michielsabdij had een tiendenschuur in Houterle waar de graanopbrengst van Minderhout, Wortel en Achtel werden opgeslagen om naar Antwerpen te worden afgevoerd. 

### Adellijke macht
De adel die over Hoogstraten regeerde behoorde steeds tot de intimi van de centrale macht in Leuven en Brussel. Ten tijde van Margaretha van Oostenrijk werd dit zelfs letterlijk als dusdanig gezien. Dit was een constante gedurende de vele eeuwen, ook in de Oostenrijkse tijd ging het leen over tot hertogdom omwille van de nauwe banden met het Oostenrijks hof. 
De adel bestond uit drie categorieën: de baanrotsen, de ridders en de knapen. Dat Hoogstraten privileges kreeg en een hoge graad van trouw aan de hertog bezat, is af te leiden uit het feit dat de heer van Hoogstraten in 1406 en in 1415 in een lijst staat met baanderheren of baanrotsen. Dit is de topcategorie binnen de adel in het hertogdom Brabant. De heerlijkheid van een baanrots moet een hogere rechtspraak hebben en voldoende middelen voortbrengen om er een zekere levensstijl op na te houden. Oorspronkelijk was het een militaire rang waarbij de heer te herkennen was aan een vierkante banier op het slagveld. Dit betekende dat de heer een eigen militie mee had. Gewone ridders hadden een driehoekige banier.
In de tweede helft van de vijftiende eeuw verwaterde het militaire belang. In 1406 waren er negentien baanrotsen in het hertogdom Brabant. Het is niet altijd geweten waarom iemand de titel van baanrots kreeg. Het erfelijk karakter van de titel was niet automatisch en hing ook af van de heerlijkheid die ze onder hun bevoegdheid hadden.

### Vrijheid
Een vrijheid was een stad van tweede categorie en  behoorde niet onder de macht van een heer, maar er was wel een nauw samenwerkingsverband. Er waren inkomsten die naar de vrijheid gingen, en inkomsten die naar de heer gingen. Een vrijheid had vrije burgers die bestuurd werden door schepenbanken. Wortel bezat in de 13de eeuw al een schepenbank met mensen uit de omliggende gehuchten zoals Bolk, Achtel en Houtel. In de 14de eeuw zouden deze gehuchten overgaan naar Vorsel wanneer dit ook een afzonderlijk bekrachtigd leen werd onder het bewind van Hendrik van Cuijk. In omvang werd Wortel flink gedecimeerd, maar kerkelijk behield ze nog een groot gebied. Kerkelijke en wereldlijke grenzen vielen niet altijd samen.  Het aanzien van de vrijheid en het aanzien van de plaatselijke heer versterkten elkaar. Belangrijk hierbij was of de heer ook resideerde in zijn heerlijkheid. Dan was de kans op investeringen en groei het grootst. Kortweg kan men zeggen dat Jan III van Cuijk begon met het land van Hoogstraten, dat Jan IV van Hoogstraten het groot maakte, dat Antoon van Lalaing er in 1518 een graafschap van maakte en dat Nikolaas Leopold van Salm Salm er in 1740 een hertogdom van maakte. Dit alles kwam ten einde in 1794 toen de Franse periode begon en Hoogstraten zijn titels moest afgeven in 1796. 
Om redenen van efficiëntie begon men in 1977 met het fusioneren van dorpen tot gemeenten. Het land van Hoogstraten werd zo terug samengebracht. Inmiddels hadden zes dorpsgemeenschappen hun eigen identiteit opgebouwd en werden ze omwille van hun gezamenlijke geschiedenis weer bij elkaar gevoegd. Sommige mensen hadden het daar moeilijk mee. In 1985 verkreeg Hoogstraten de titel van stad. Dit was in een periode dat de Noorderkempen aantrekkelijk was voor inwijkelingen vanuit Nederland vanwege belastingtechnische redenen. Zoals vele dorpen in de buurt, verdubbelde de agglomeratie in omvang. 

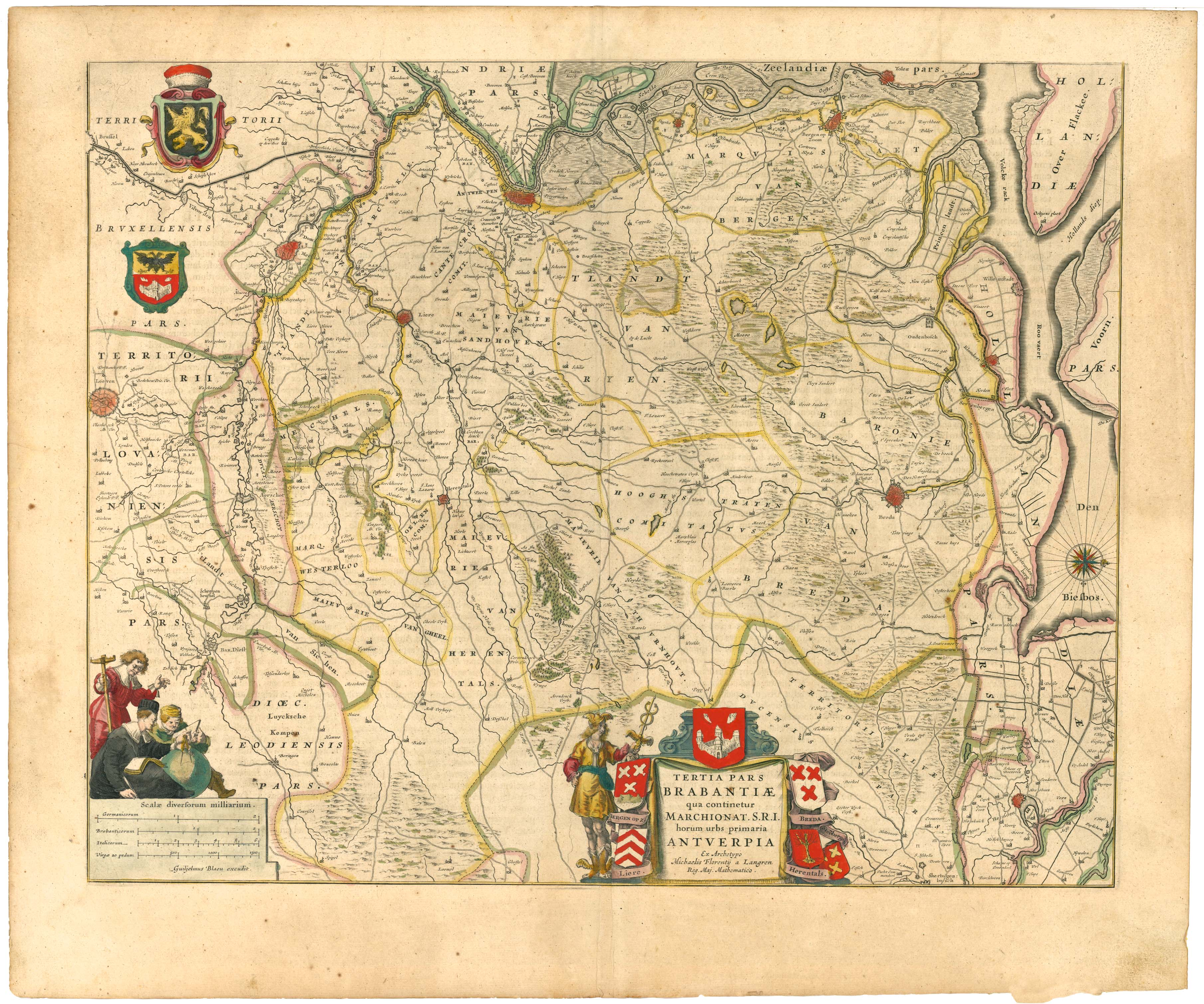

## Toerisme
De term ‘Land van Hoogstraten’ wordt louter toeristisch gebruikt om de ruime regio rond Hoogstraten te promoten. Sterke punten zijn hierin het landschap en de natuurbeleving waar men goed kan fietsen en wandelen. Af en toe kom je dan een historisch gebouw tegen met verhalen uit een ver verleden. 

## Landsheren
- Joanna van Elsloo
- 1295: Willem van Cuijk (1265-1303)
- 1310: Jan III van Cuijk
- 1357: Jan IV van Cuijk
- 1363: Jan V van Cuijk
- 1363: Gerard III van Vorselaar
- 1381: Jan V van Cuijk
- 1382: Jan IV van Hoogstraten
- 1429: Frank van Borssele (leenverhef)
- 1471-1504: Jasper van Culemborg
- 1504-1508: Jan van Luxemburg-Ville
- 1509-1540: Antoon I van Lalaing, eerste graaf vanaf 1518
- 1540-1555: Filips van Lalaing, tweede graaf
- 1555-1568: Antoon II van Lalaing en Eleonora van Montmorency, derde graaf
- 1569-1590: Willem van Lalaing, vierde graaf
- 1590-1613: Antoon III van Lalaing, vijfde graaf
- 1613-1626: Karel III van Lalaing, zesde graaf
- 1626-1644: Albert van Lalaing, zevende graaf
- 1644-1691: Frans Paul van Lalaing, achtste graaf (zwakzinnig, onder voogdij)
- 1691-1709: Maria Gabriëlla van Lalaing, negende graaf
- 1709-1770: Niklaas Leopold van Salm-Salm, tiende graaf (onder voogdij tot 1719), eerste hertog (vanaf 1740)
- 1770-1773: Maximiliaan van Salm-Salm, tweede hertog
- 1773: Konstantijn van Salm-Salm